# Озёрная лягушка
Озёрная лягу́шка (лат. Pelophylax ridibundus) — вид бесхвостых земноводных из семейства настоящих лягушек (Ranidae).

## Распространение
Озёрная лягушка распространена в Южной и Центральной Европе, Передней и Средней Азии, в Северной Африке. В Восточной Европе распространена до 60° с. ш., встречается в Крыму, на Кавказе, в Казахстане. На востоке — до озера Балхаш. Непреднамеренно интродуцирована на Камчатке, где успешно прижилась и обитает в Халактырском озере, водоемах Паратунской долины (поселки Паратунка и Термальный), у Малкинских горячих источников, в селе Эссо и др. На полуострове её распространение связано в основном с термальными водами.
Томские популяции образовались в непромерзающих водохранилищах и озёрах, мелиоративных каналах, куда сбрасываются тёплые стоки электростанций, предприятий и жилых домов. В городской черте Томска она обитает в Мавлюкеевском и Университетском озёрах. Эти водоёмы, расположены на грани второй и третьей террас поймы реки Томи в окружении частных усадеб. На юго-востоке Новосибирской области озёрная лягушка населяет долину Оби в Ордынском и Сузунском районах.

## Описание
Озёрные лягушки — одни из самых крупных современных земноводных. Длина тела до 20 см, масса — до 700 г. Тело удлинённое, череп овальный, морда немного заострённая. Сверху тело окрашено в буро-зелёный цвет разных оттенков с тёмными пятнами. Вдоль головы и позвоночника у большинства особей (до 90 %) проходит светлая полоса разной степени выраженности. Нижняя часть тела окрашена в грязно-белый или слегка желтоватый цвет, в большинстве случаев с многочисленными тёмными, иногда чёрными пятнами. Глаза ярко-золотистого цвета. Головастик светло-оливковой окраски, грушевидной формы, зелёного или другого цветов.
Окраска спины помогает озёрной лягушке оставаться незаметной среди прибрежной и водной растительности. Этому в немалой степени способствует и светлая отчётливая полоса, которая словно расчленяет тело и нарушает цельное восприятие его очертаний. В воде эта полоса очень похожа на стебли водных растений, которые ярко зеленеют на тёмном фоне дна.

## Образ жизни
Живёт озёрная лягушка в постоянных, достаточно глубоких (более 20 см) водоёмах. Чаще всего это старицы рек, пруды, рвы, озёра, но нередко её можно встретить и вдоль берегов рек. Активна почти круглые сутки. В случаях опасности озёрная лягушка обычно прячется в воде. Охотится она преимущественно на суше, вдоль берегов водоёмов, тут её чаще всего можно встретить в самое тёплое время суток — с 12 до 17 часов.
Зимуют озёрные лягушки обычно в тех же водоёмах, где живут в тёплый период года, но иногда мигрируют в более глубокие места, где есть родники. Отходят на зимовку, когда температура воды снижается до 8—10 °C. В незамерзающих водоёмах с тёплой водой лягушки бывают активными почти всю зиму.

## Рацион и естественные враги
Как и все лягушки, озёрная питается различными насекомыми: личинками стрекоз, водяными жуками и их личинками, моллюсками. Если же наземного корма недостаточно, озёрные лягушки в большом количестве поедают головастиков своего вида, а также способны кормиться мальками рыб. Но в природных водоёмах роль рыбы в питании озёрных лягушек минимальная. Часто добычей озёрной лягушки становятся и молодые бесхвостые земноводные, как своего, так и других видов. В отличие от других земноводных эта крупная лягушка иногда нападает на мелких млекопитающих (полёвок, землероек), мелких птиц, птенцов, молодых змей (чаще всего, ужат). Озёрная лягушка сама бывает жертвой хищных рыб и рептилий, нередко становится добычей многих видов птиц и млекопитающих.
Много лягушек отлавливается для целей образования, медицины и науки. Наряду с травяной (Rana temporaria), озёрная лягушка — основной объект такого отлова. В 1970—1980-х гг. в СССР (в основном на Украине, в России, Азербайджане, Узбекистане, Казахстане и Киргизии) ежегодно отлавливались многие сотни тысяч особей этих двух видов. Например, лишь Алма-Атинский зоокомбинат в 1980-х гг. отлавливал ежегодно около 250 000 озёрных лягушек. Примерно в те же годы многие тысячи особей отлавливались в низовьях Волги, Дуная и некоторых других рек на юге Советского Союза для экспорта лягушачьих лапок. Например, 4,2—56,2 т лягушек ежегодно экспортировалось в 1974—1980 гг. из Одесской области. Попытки создания лягушачьих ферм не увенчались успехом.

## Размножение
Для озёрной лягушки характерно классическое кваканье. У самцов в брачный период во время пения в углах рта надуваются серые шарики — резонаторы, которые служат для усиления звука. Интересно, что видовое латинское название в переводе на русский язык значит «Хохотушка». Первую пробу голоса самцы озёрной лягушки делают, когда вода днём прогревается до 14—16 °C. Спаривание и нерест начинается только тогда, когда вода прогреется минимум до 16 °C. Нерест начинается в наиболее прогретых и защищённых от ветра местах водоёмов. Период размножения занимает не менее 30—35 дней. Большинство особей выбирает для размножения довольно глубокие водоёмы, заросшие растениями.